# Bregenzerwald
Bregenzerwald es una de las principales regiones en el estado de Vorarlberg, Austria. Geológicamente, el Bregenzerwald es una cordillera de los Alpes calizos septentrionales, específicamente la zona septentrional de flysch. Está en la cuenca hidrográfica del río Bregenzer Ach.

En 2024, la región tiene 31.386 habitantes. A menudo, el Bregenzerwald se divide en dos áreas principales, el Vorderwald (norte de Bregenzerwald) y el Hinterwald (sur de Bregenzerwald). El Vorderwald, con sus colinas y montañas bajas, es la parte más cercana al valle del río Rin. El Hinterwald tiene las montañas más altas, con altitudes de hasta 2000 metros. Cada una de las dos partes tiene sus propias variedades dialectales. 

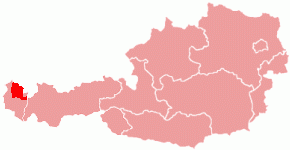
Región de Bregenzerwald dentro de Austria.

## Geografía
El Bregenzerwald limita con el valle del río Rin al oeste pero no llega al lago de Constanza. En el norte limita con el distrito de Lindau y el Oberallgäu en el estado alemán de Baviera. En el noreste limita con el valle Kleinwalsertal. Al este se encuentra el Tannberg y el Arlberg, al sur limita con el valle Grosses Walsertal.

### Municipios

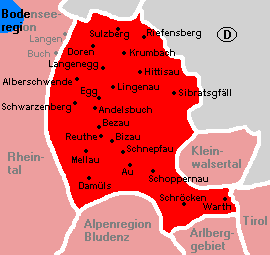
Municipios en el Bregenzerwald

Las principales localidades en Bregenzerwald son Bezau - la capital regional - Alberschwende y Egg. Alberschwende como un histórico "Hofsteig" municipio anteriormente no formaba parte de la región de Bregenzerwald.
Los municipios pertenecientes a Bregenzerwald:
- Alberschwende
- Andelsbuch
- Au
- Bezau
- Bizau
- Damüls
- Doren
- Egg
- Hittisau
- Krumbach
- Langenegg
- Lingenau
- Mellau
- Reuthe
- Riefensberg
- Schnepfau
- Schoppernau
- Schröcken
- Schwarzenberg
- Sibratsgfäll
- Sulzberg
- Warth[2]

Aunque los municipios de Langen y Buch se encuentran en la región Bodensee-Vorarlberg (valle del Rin), también forman parte, por ejemplo, de la ruta del queso Bregenzerwald.

### Reservas naturales

#### Reserva de la biosfera Grosses Walsertal
Los municipios del Grosses Walsertal se han unido y forman juntos la Reserva de la biosfera Grosses Walsertal. Es la primera reserva natural de Vorarlberg declarado por la UNESCO.

#### Parque Natural Nagelfluhkette
El parque natural Nagelfluhkette es el primer parque natural transfronterizo entre Alemania y Austria y, por lo tanto, un proyecto piloto internacional. Tiene una superficie de 48 000 hectáreas, abarca diez municipios bávaros y ocho de Vorarlberg y constituye la transición entre la región de Algovia y el bosque de Bregenz.

#### Área protegida:
Kanisfluh (Au, Mellau y Schnepfau)

#### Áreas de protección fitosanitaria:
Hochifen y meseta de Gottesacker (Bezau, Egg, Mittelberg)
Körbersee (Schröcken)

## Historia

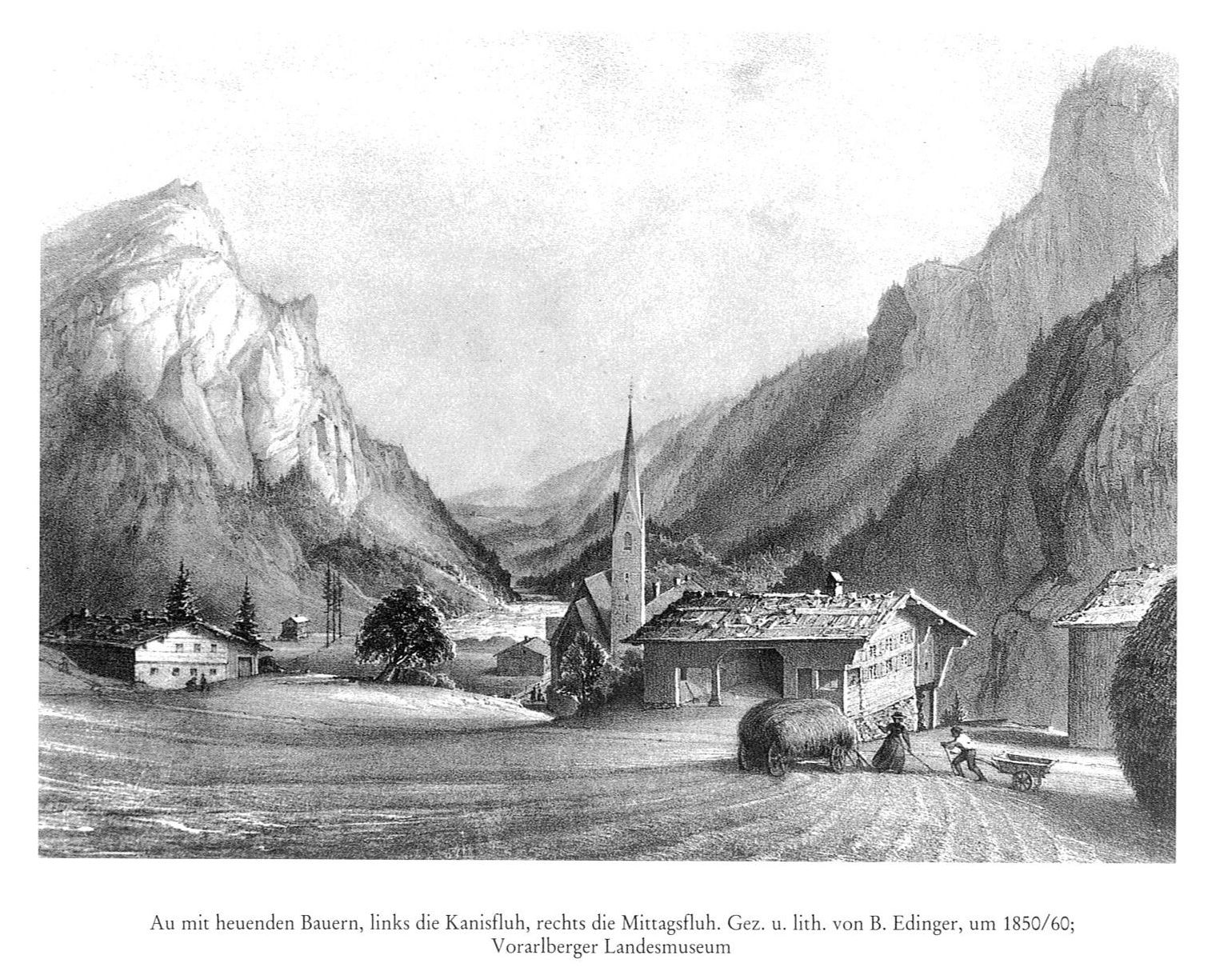
Bosque de regencia alrededor de 1850.

Alrededor del año 1000, el bosque de Bregenz fue poblado y cultivado desde Bregenz. En 1390, el condado de Feldkirch se vendió a Austria, en 1451 se vendieron Lingenau y Alberschwende. 1453 se convirtió en el austríaco Tannberg ( Schröcken y Warth ), en 1523 los Habsburgo finalmente compraron Sulzberg.

### República Campesina
Después de 1380, se formó una administración autónoma de los campesinos del bosque (la llamada Bauernrepublik), con su propia comunidad rural libre, su propia constitución (Landsbrauch) y jurisdicción alta y sangrienta. Como jefe se elegía a un Landammann, normalmente procedente de las familias más respetadas del Bregenzerwald. En la tabla de Landammänner, que aún se conserva, figuran muchos de los nombres conocidos que originariamente procedían del Bregenzerwald, como Feurstein, Meusburger o Metzler, junto con sus escudos.

### Queso
La elaboración de queso tiene una larga tradición en el bosque de Bregenz. Los celtas fueron los primeros en introducir la ganadería y la economía alpina en la región. A partir del año 15 a. C., los romanos ocuparon la región. Ya practicaban la quesería alpina profesional y, en el siglo V, transmitieron sus conocimientos sobre la elaboración del queso a los alemanes, que talaron gran parte del bosque para dedicarlo al pastoreo y crearon pastos comunales (Allmenden).
Aproximadamente a partir de 1594 se celebraba una vez al año el Schwarzenberger Markt, en el que se comerciaba con ganado y queso. Hasta la segunda mitad del siglo XVII, en el Bregenzerwald solo se elaboraba queso agrio (la leche se desnataba por completo), con el que también se podía producir mucha mantequilla. La producción de mantequilla era muy importante, ya que había que pagar impuestos a las autoridades en forma de mantequilla.

Después de la guerra de los Treinta Años, es decir, a partir de 1648 aproximadamente, llegaron al Bregenzerwald pastores del Appenzell, que enseñaron a los lugareños la producción de queso graso (en el que la leche no se descrema o solo se descrema parcialmente). Algunos arrendaron pastos alpinos y construyeron sus propias lecherías. La difusión de la producción de queso graso se debe a que los habitantes de los valles con un clima menos favorable tenían que almacenar alimentos no perecederos para el invierno y los tiempos de escasez.

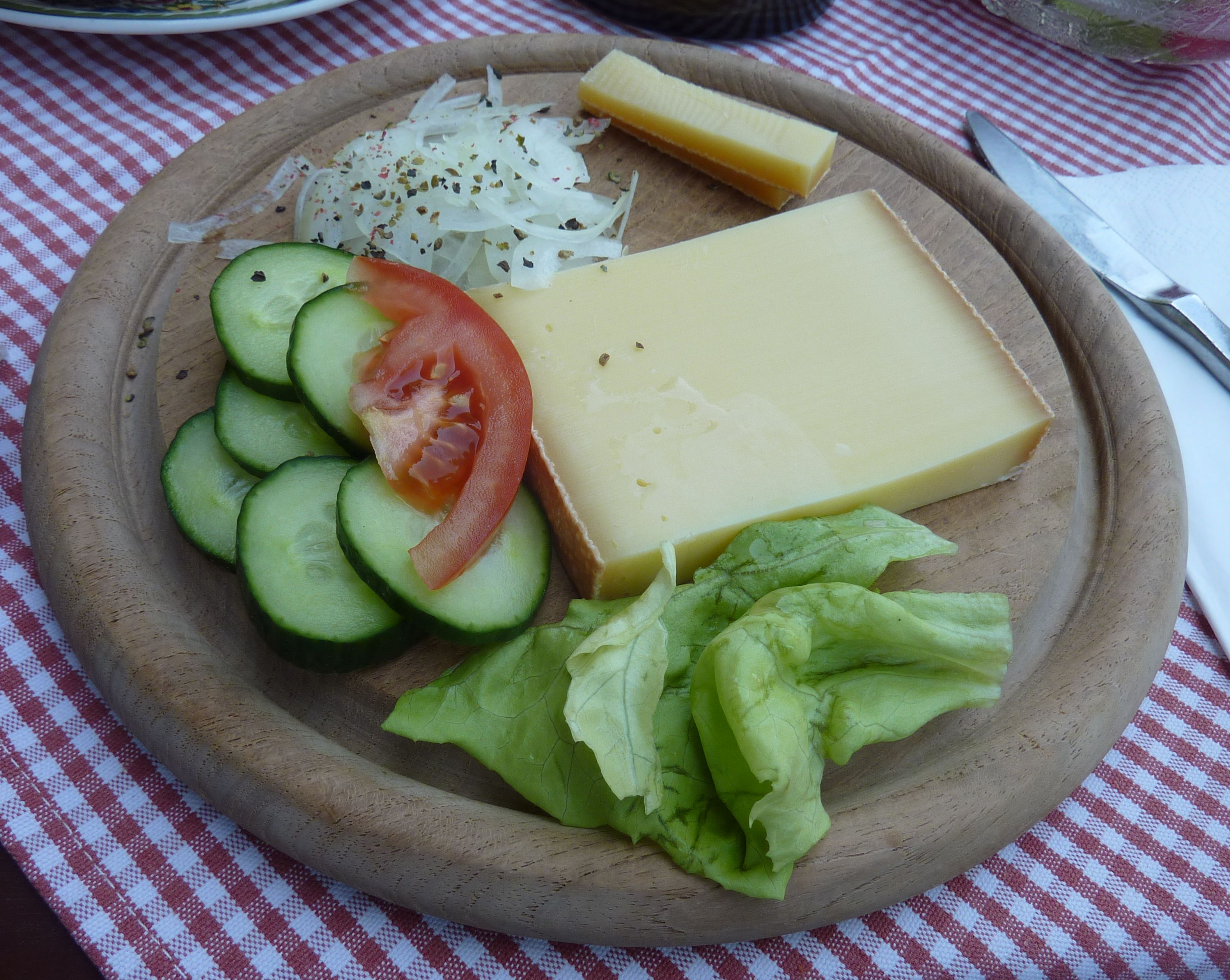
Bergkäse

En el siglo XVIII, la mayor parte de la leche de los pastos alpinos ya se transformaba en queso alpino.
A principios del siglo XVIII se prohibió la elaboración de queso graso, lo que provocó revueltas en el Bregenzerwald. Los granjeros se impusieron y así comenzó el auge de la elaboración de queso duro en el Bregenzerwald. Poco a poco, la producción de queso agrio fue disminuyendo en el Bregenzerwald. Este se destinaba principalmente al consumo propio y a la venta dentro de la región. En 1785 se construyeron las primeras carreteras en el Bregenzerwald, debido al fuerte desarrollo del comercio. En 1786 aparecieron los primeros carros con ruedas de hierro.
Para romper el dominio económico casi absoluto de los comerciantes de queso, Franz Michael Felder fundó la primera cooperativa agrícola.
La segunda mitad del siglo XIX fue la época de los llamados «condes del queso». La producción de leche y queso ya era entonces una importante fuente de ingresos para los agricultores. Los condes del queso eran unos pocos comerciantes de queso influyentes que tenían el monopolio.
En 1900 se inauguró en Doren una escuela imperial y real para la elaboración de queso.
Desde 1993, cada año en septiembre se celebra en Schwarzenberg el concurso de quesos de Vorarlberg. Unas 100 queserías y pastores compiten con 170 productos por el premio al mejor queso en las categorías de queso de alp, queso de montaña y queso de corte elaborado con leche de heno (leche sin silo).
En 1998 se fundó la KäseStraße Bregenzerwald (Ruta del Queso del Bosque de Bregenz). Se trata de una cooperación entre agricultores, hosteleros, artesanos y turistas del Bosque de Bregenz. Las empresas asociadas esperan preservar el paisaje cultural y natural de la región y promover la producción y comercialización de los productos regionales entre ellas y con otros. La Ruta del Queso es un proyecto del programa regional de desarrollo LEADER II de la Unión Europea.
Hasta hoy, el Bregenzerwald es conocido por su queso. Más de 1000 granjas del Bregenzerwald con 13 000 vacas producen más de 55 millones de kilogramos de leche al año.

## Cultura

### Dialecto
Los dialectos en los valles de Vorarlberg tienen raíces alemanicas. Los dialectos hablados son parecidos al alemán suizo y suabio. Incluso la gente de Vorarlberg tiene dificultades para entender la gente de Bregenzerwald. Casi todos los lugares tienen su propio dialecto. En el norte de Bregenzerwald dicen, por ejemplo, "Stui" a la piedra, en el sur dicen "Stua".

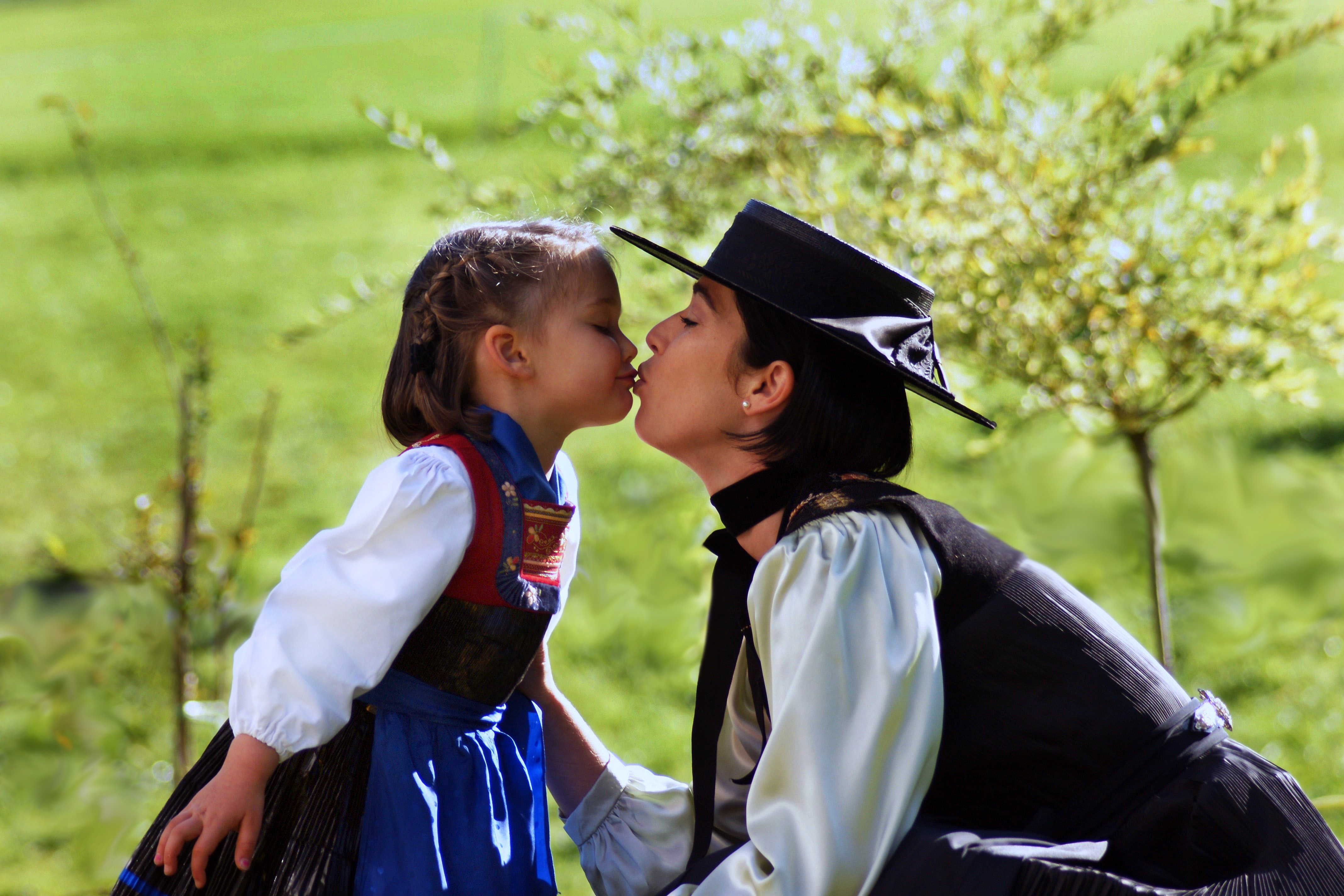
Juppe - traje típico

### ElJuppe- el traje típico de mujer
Los trajes típicos de la región Bregenzerwald tienen una larga tradición en Vorarlberg. El Juppe es uno de los trajes más antiguos, hermosos y elegantes de la región alpina. La iglesia dominical, bodas y festivales, procesiones o funerales son oportunidades para llevar a cabo con orgullo el traje ricamente bordado con la falda finamente plisada en negro, marrón o blanco. La variante negra es considerada la más elegante. La pantalla de brillo utilizada para ellos solo se produce en el taller de Juppen Riefensberg según recetas antiguas. El vestuario y el valioso tocado, especialmente el Schappale (la corona), son heredados, pero aún están hechos por manos expertas de mujeres.

## Economía
La población de Bregenzerwald vive del turismo, la agricultura y un comercio fuertemente asociado con el procesamiento de la madera. Algunos también encuentran trabajo en el Valle del Rin, el centro económico de Vorarlberg. Hasta hoy, el bosque de Bregenz es famoso por su queso. 1322 explotaciones agrícolas en el bosque de Bregenz con 12 446 vacas producen más de 50 millones de kilogramos de leche al año.

### Deporte
La Copa Mundial de Snowboard en Montafon forma parte de la Copa Mundial de Snowboard desde la temporada 2012/13. Está organizada por la Federación Internacional de Esquí (FIS) y la Federación Austriaca de Esquí (ÖSV) con su empresa Austria Ski Veranstaltungs GmbH (ASVG) en asociación con Silvretta Montafon y Montafon Tourismus. El Comité Organizador está formado por el presidente Peter Marko y el Secretario General Christian Speckle. El curso de snowboardcross tiene una longitud de 980 metros y el de eslalon paralelo de 280 metros, y las competiciones se celebran en Schruns, en Silvretta Montafon, Hochjoch.

### Turismo
Bregenzerwald es un destino popular por sus rutas de senderismo y ciclismo y las numerosas estaciones de esquí. 

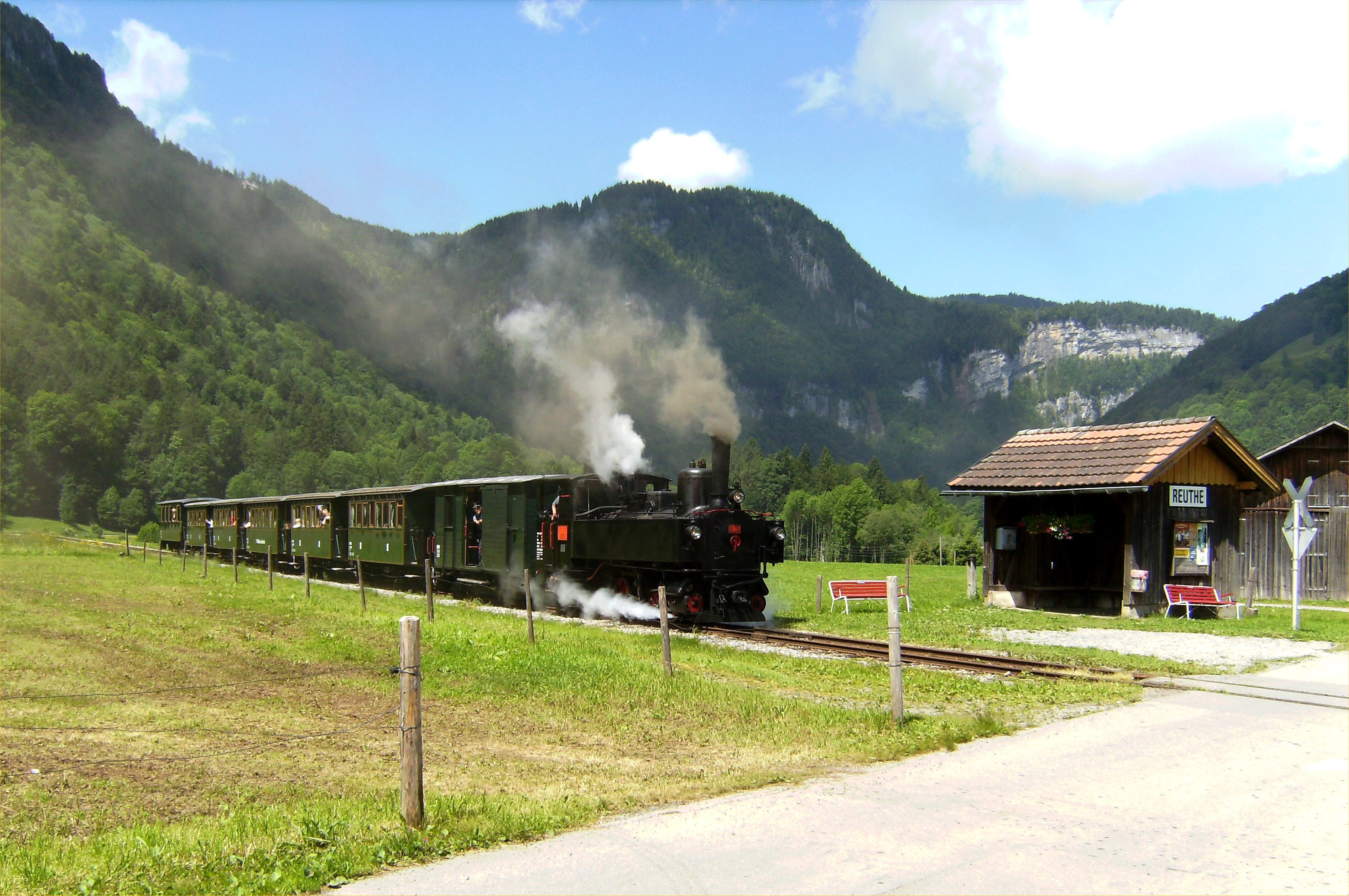
Tren Bregenzerwaldbahn

Los huéspedes que se alojen entre el 1 de mayo y el 31 de octubre durante tres o más noches en uno de los 28 municipios asociados recibirán la tarjeta gratuita Bregenzerwald & Großes Walsertal. Esta tarjeta es válida para los teleféricos, los autobuses públicos y las piscinas al aire libre. Es válida desde el día de llegada hasta el día de salida y la entregan los propios alojamientos.

#### Bregenzerwaldbahn
El Wälderbähnle es un tren de nostalgia cuidadosamente mantenido que se extiende entre la estación de Schwarzenberg y Bezau. El tren tiene todavía locomotoras históricas diésel y de vapor.

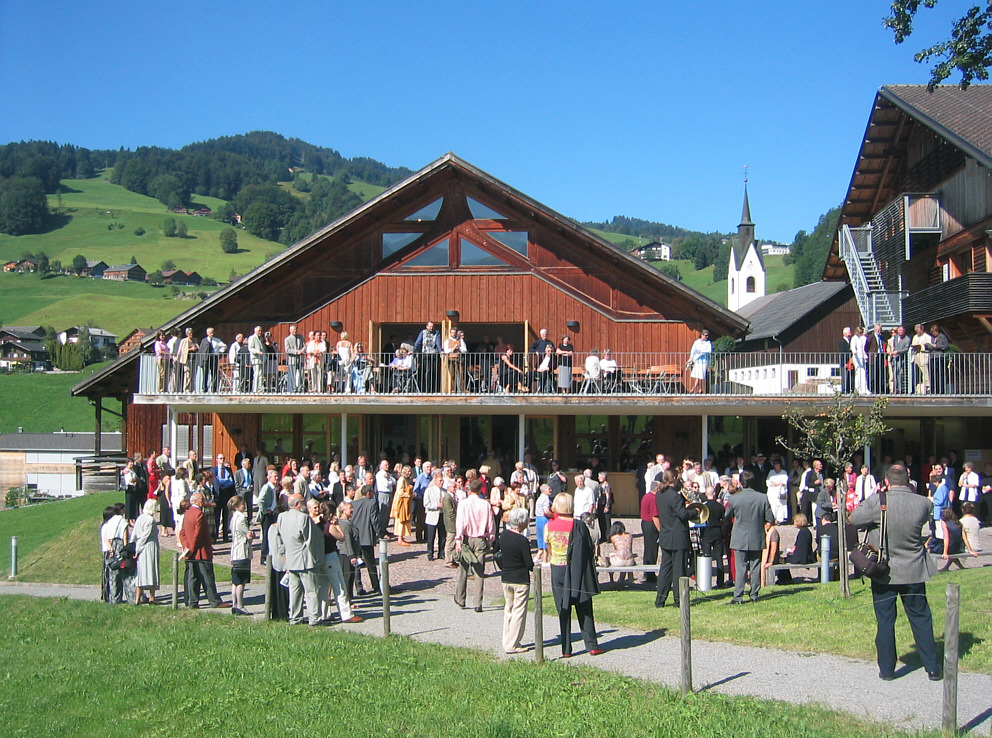
Schubertiade

El Schubertiade se lleva a cabo todos los años en Schwarzenberg. Es un evento para celebrar la música del compositor Franz Schubert (1797-1828) como una representación de sus obras. Dos veces al año, Schwarzenberg es un lugar de reunión para artistas, conocedores del arte y amantes de la música. En ningún otro lugar hay una cantidad tan grande de Liederabend (noches de canto) con los mejores cantantes del mundo en tan poco tiempo.

#### FAQ Bregenzerwald
FAQ Bregenzerwald es un foro social con carácter de festival. Ofrece conferencias y discusiones, conciertos y experiencias culinarias en lugares poco comunes.

#### Museos
- Museo Angelika Kauffmann en Schwarzenberg
- Werkraum Haus en Andelsbuch
- Natur.Museum en Lingenau
- Frauenmuseum en Hittisau
- Barockbaumeister Museum en Au
- Juppenwerkstatt (manufactura del traje típico de Vorarlberg) en Riefensberg
- Museo Bezau
- Museo Vorarlberger FIS-Skimuseum
- Museo Franz Michael Felder (autor austriaco, reformador social y agricultor) en Schoppernau[16]

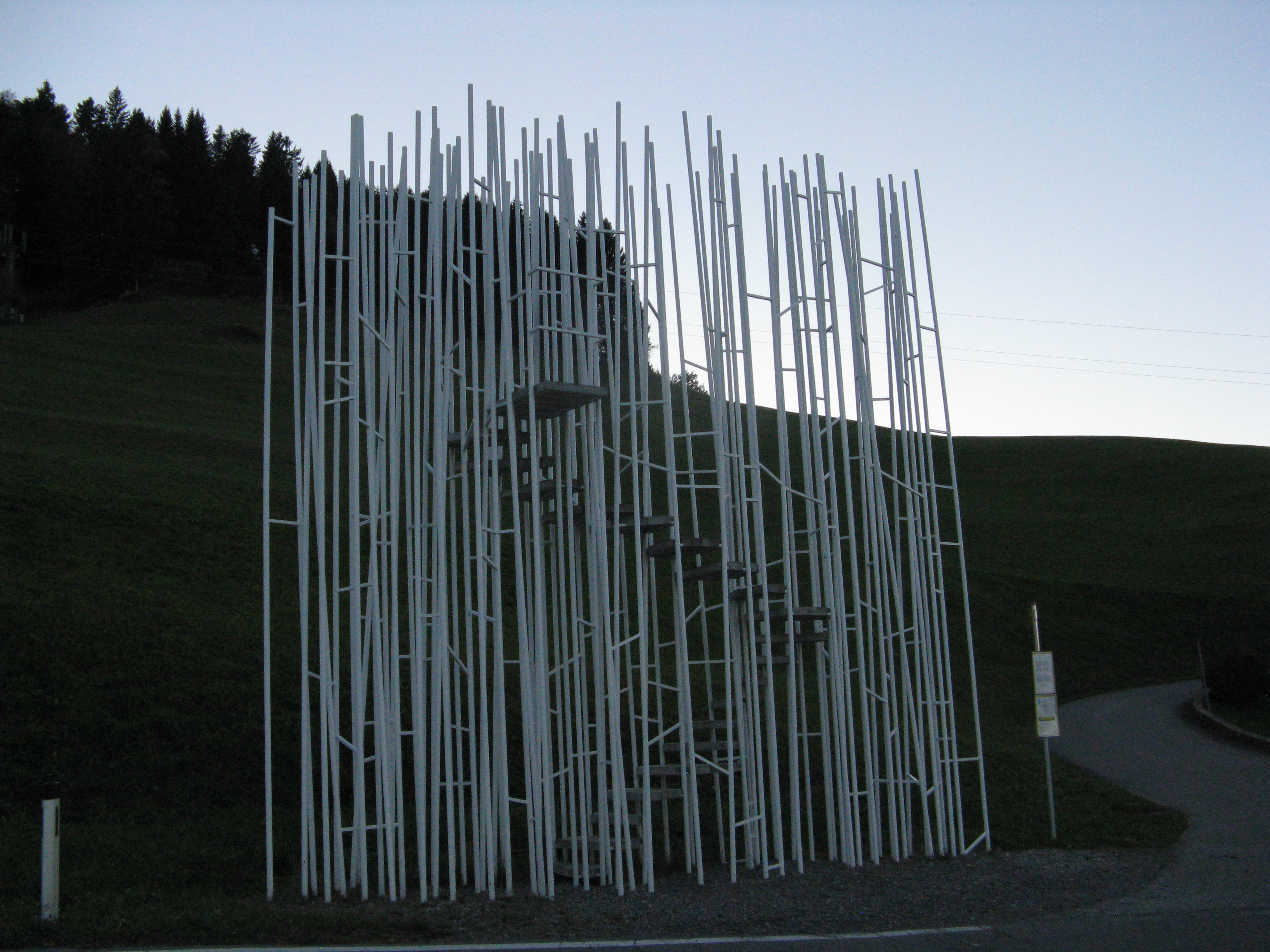
Busstop Krumbach

#### BUS:STOP Krumbach
La parada de autobús Krumbach (correcta ortografía: BUS:STOP Krumbach) fue un proyecto de construcción de siete paradas del servicio de autobuses Landbus Bregenzerwald en el municipio de Krumbach. Realizadas por siete arquitectos de diferentes países, en colaboración con pequeñas empresas locales, las paradas del autobús rural amarillo unen lo cotidiano con arquitectura sofisticada.

### Ruta del Queso Bregenzerwald
La Ruta del Queso del Bregenzerwald es una asociación de granjeros, pastores, hosteleros, artesanos y comercios del Bregenzerwald, por lo que no es una carretera en el sentido tradicional. Con unos 180 miembros y numerosos socios, la Ruta del Queso reúne bajo un mismo techo a expertos de diferentes disciplinas relacionadas con el disfrute, la belleza y el arte. Entre ellos se encuentran: agricultores y pastores alpinos, queserías y queseros, tabernas y posadas, museos, ferrocarriles, oficinas de turismo y numerosas empresas asociadas del sector de la artesanía y el comercio. Los miembros y socios de la Ruta del Queso contribuyen a preservar y promover el paisaje del Bregenzerwald, las pequeñas estructuras y los productos locales.

## Galería

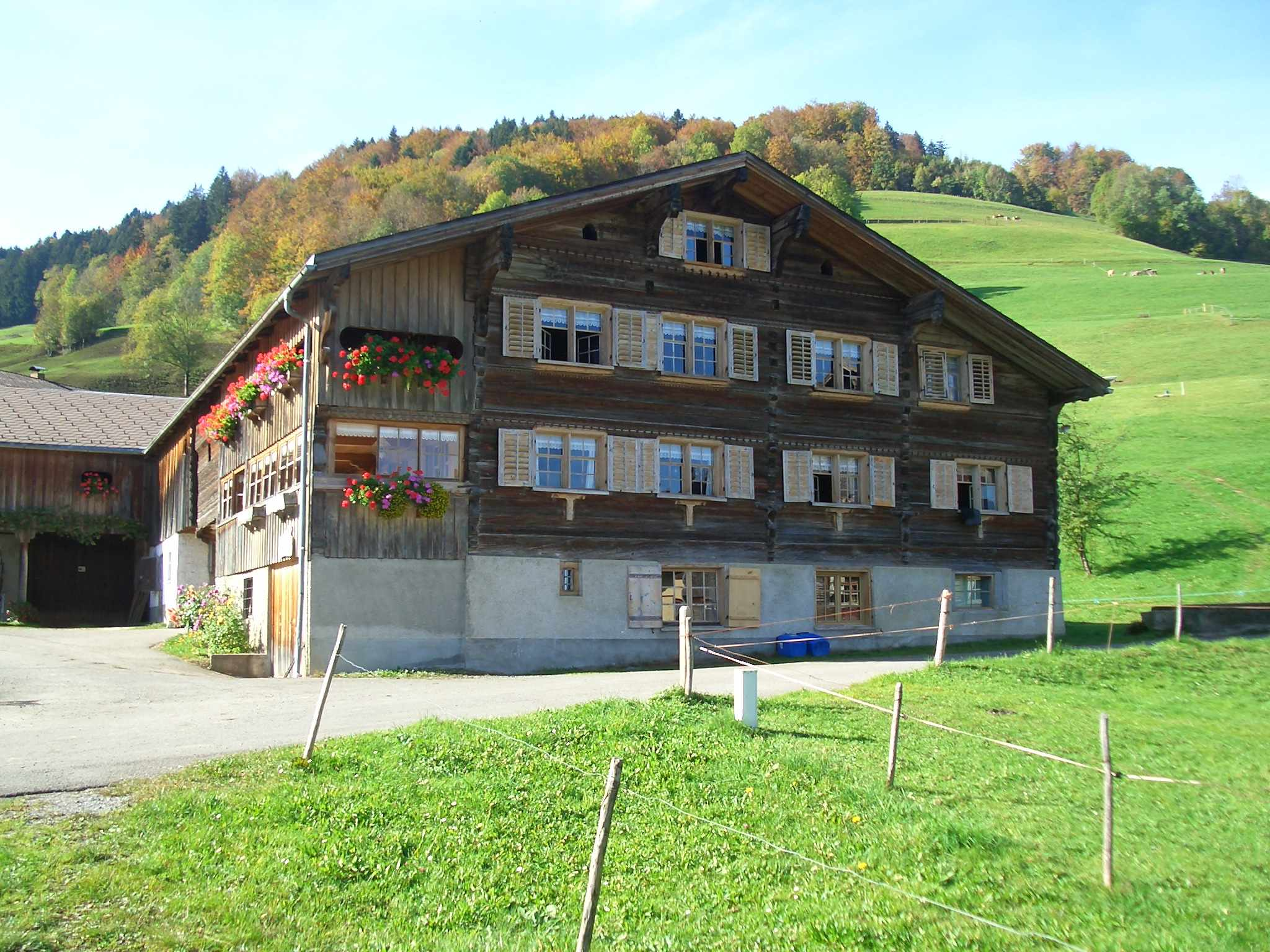
Una casa típica en Schwarzenberg
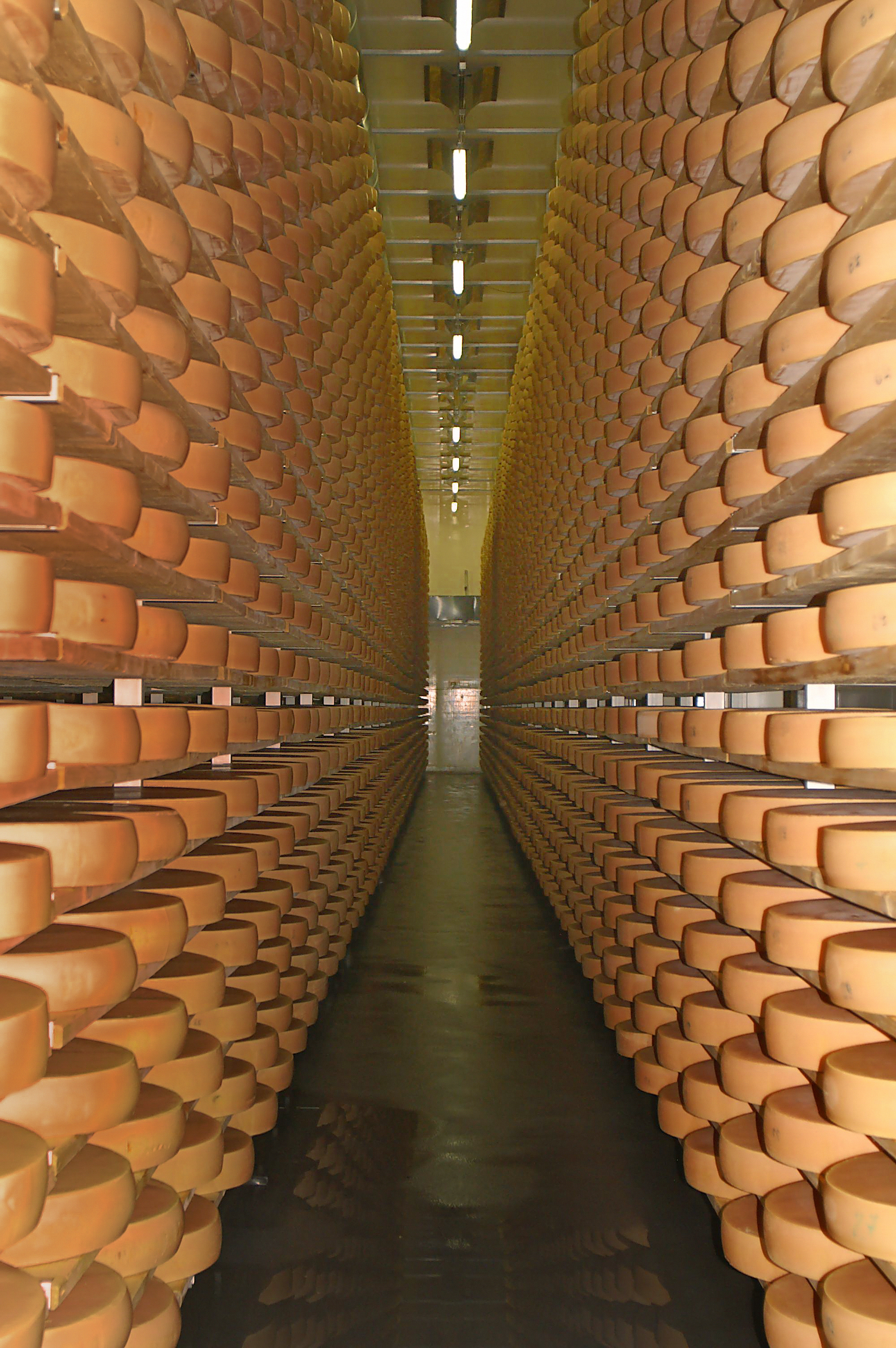
Bodegas de queso en Lingenau
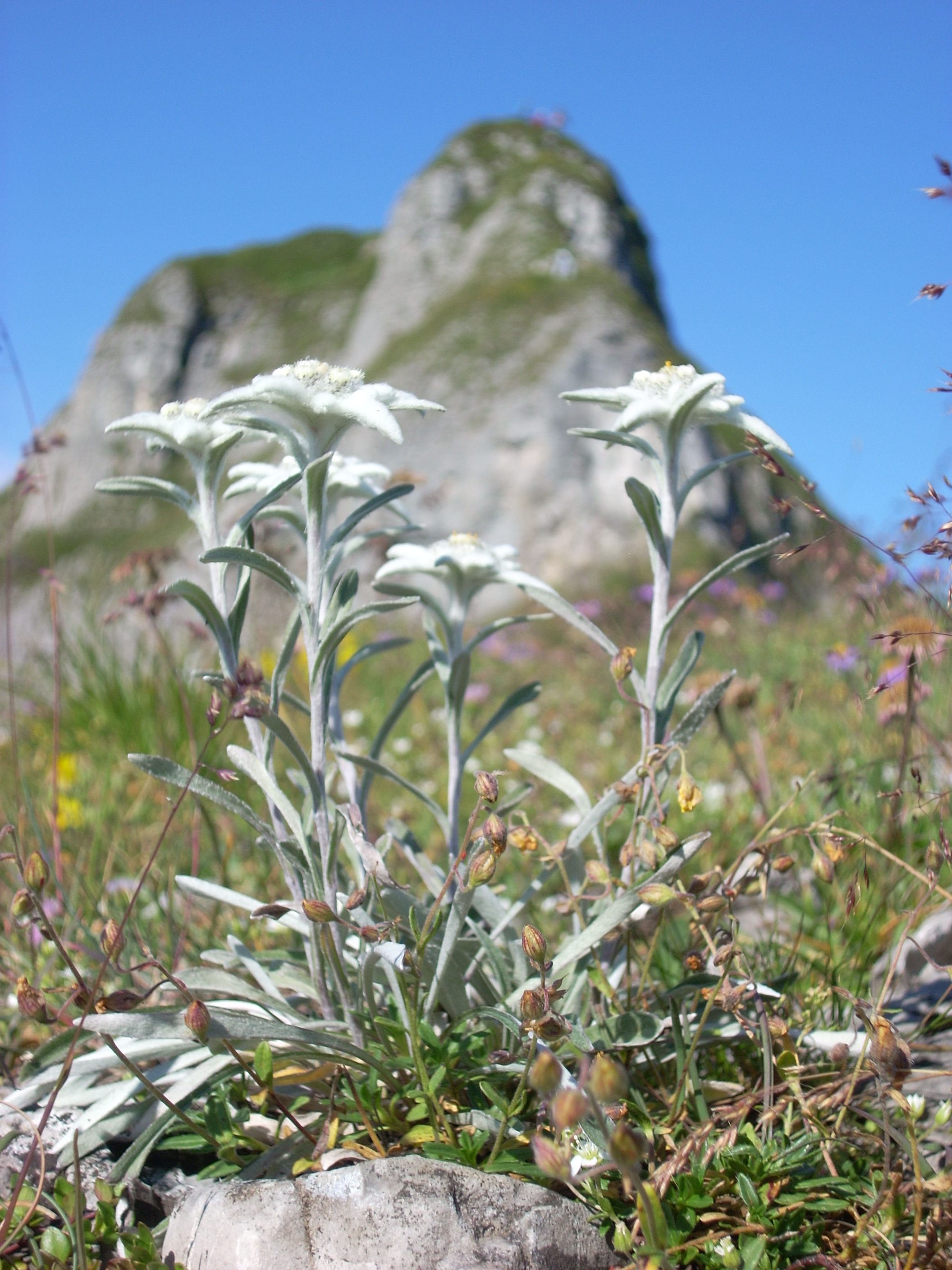
Edelweiss
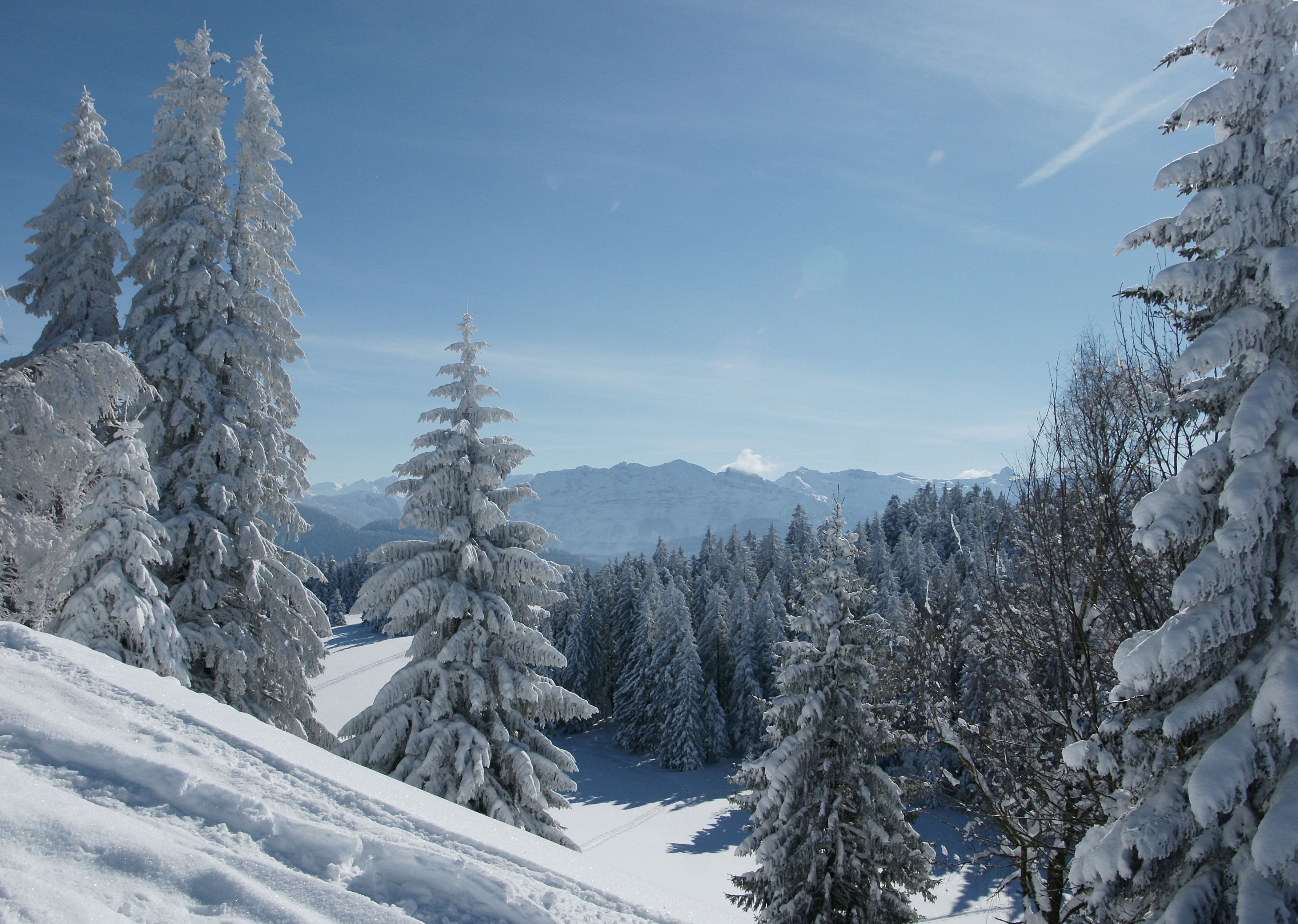
Nieve
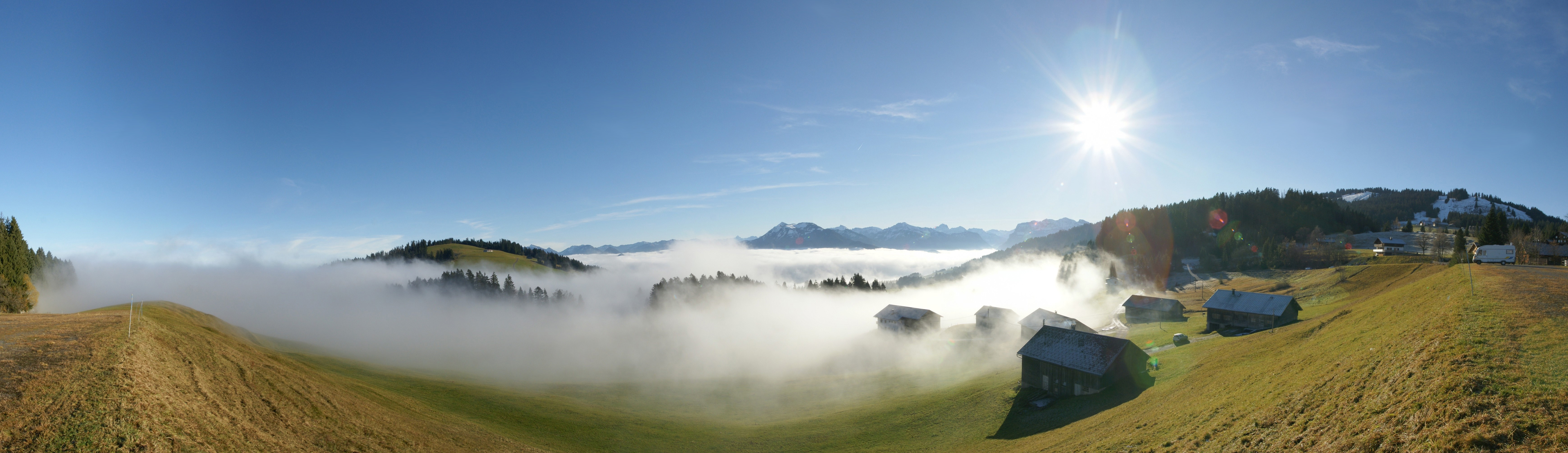
Panorama de Bödele
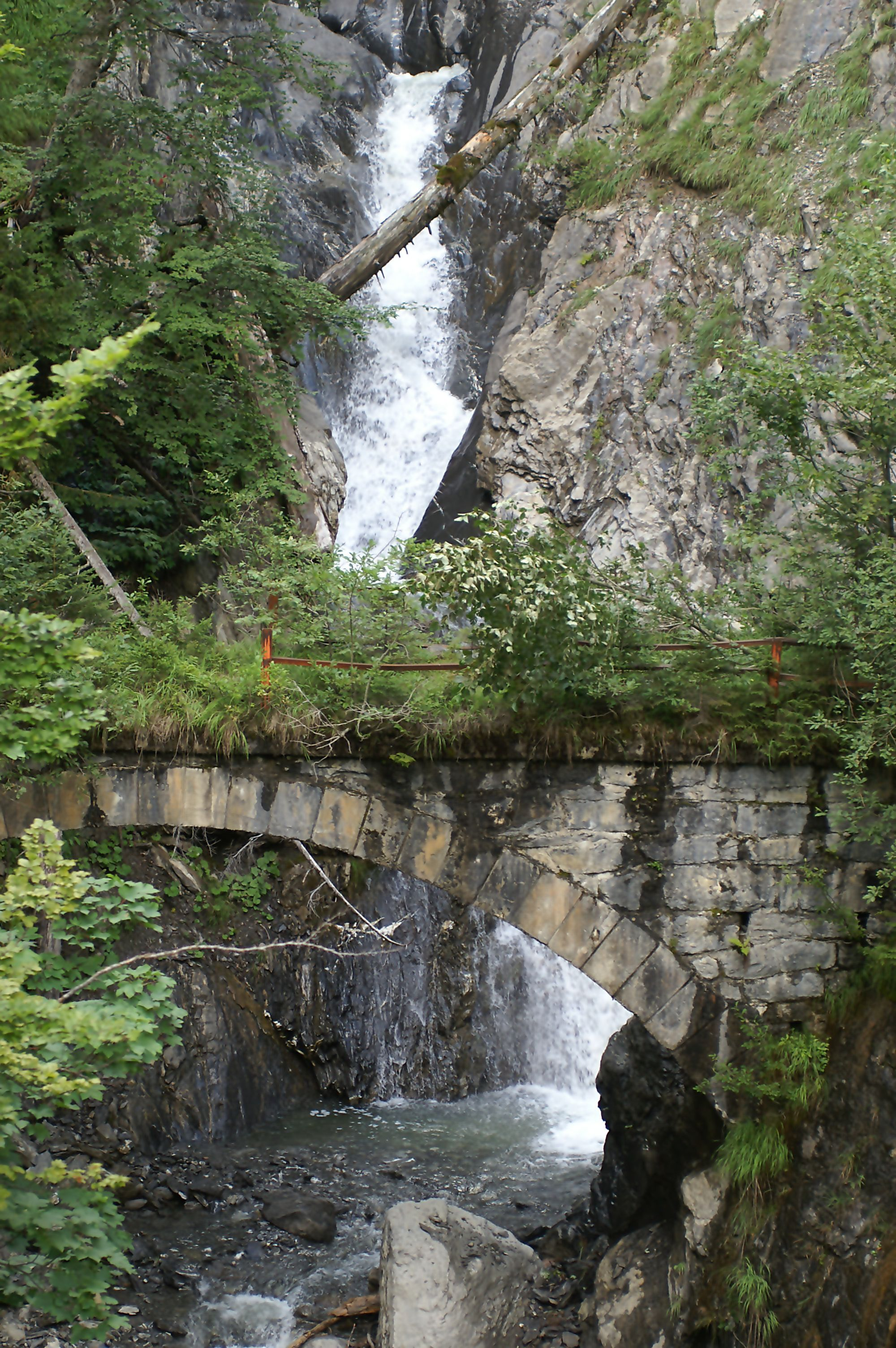
Damülser
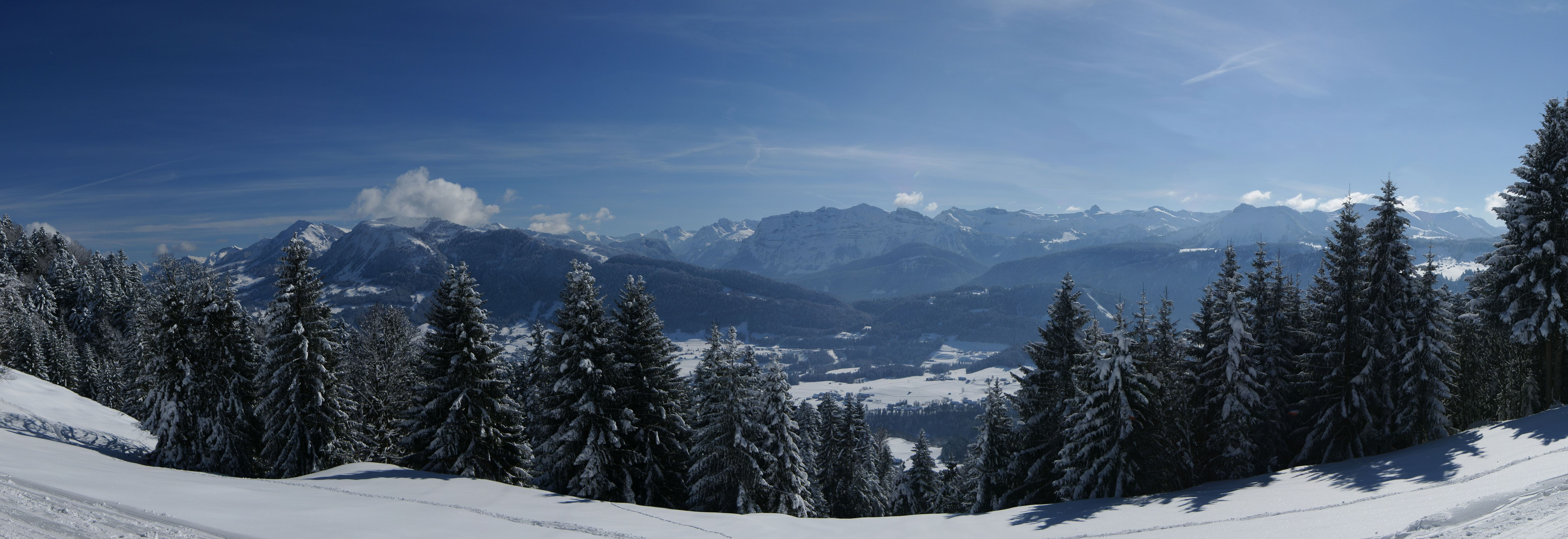
Paisaje montañoso con picos